# Gustavo Cuéllar
Gustavo Leonardo Cuéllar Gallego (Barranquilla, Atlántico; 14 de octubre de 1992) es un futbolista colombiano. Juega como mediocampista defensivo y su equipo actual es el Grêmio F. B. P. A. del Brasileirão Serie A.

## Trayectoria

### Deportivo Cali
Se inició en las divisiones menores del Deportivo Cali, y fue promovido al equipo profesional en el cual debutó en el 2009, gracias a su gran fútbol fue convocado a las Selección Colombia en sus categorías inferiores, en donde se destacó en la Copa Mundial Sub-17 realizado en Nigeria, quedando en la cuarta posición del torneo. Logró su primer gol como profesional frente al Once Caldas en la primera fecha de la Liga Postobón 2013-I, con un gol de gran factura y a su vez marcando el 2-1 que le dio la victoria a su equipo faltando 5 minutos para acabar el encuentro. Ha recibido varias ofertas de clubes en el exterior, en su mayoría mexicanos y uno Italiano, pero este prefirió quedarse en el Deportivo Cali. Con la llegada de Leonel Álvarez al banquillo "azucarero" este le da la confianza y la continuidad en la plantilla principal para que Cuéllar pueda desarrollar mejor su fútbol, hasta el punto de haber llamado la atención del Udinese, lo cual no se concretó. En el año 2013 hace parte de la plantilla que quedó subcampeona de la Liga Postobón 2013-II, anotando 1 gol en el torneo.

### Junior
Es cedido al Atlético Junior a mitad del 2014 hasta mitad de 2016 por el Deportivo Cali. Sus comienzos con el Junior no fueron los más gratos, el equipo no cumplió los objetivos y quedó eliminado en fase todos contra todos. Con la llegada de Alexis Mendoza al banquillo del Junior hizo que tomara protagonismo, se destacó por su gran actuación durante toda la temporada, siendo el eje del equipo tiburón y además uno de los motores del equipo. Fue titular indiscutible durante el año 2015 llevando así más de 50 partidos con el rojiblanco. Por su gran momento tuvo la oportunidad de ser convocado por primera vez a la Selección Colombia para disputar el amistoso ante Perú, al finalizar la temporada se rumoreó su traspaso al fútbol del exterior.

### Flamengo
El 20 de enero de 2016 es confirmado como nuevo jugador del Flamengo de Brasil. Debutaría el 17 de febrero en la victoria de su equipo por la mínima sobre América Mineiro.
Su primer gol con el club lo marca el 28 de junio de 2017 cerrando la victoria 2 a 0 sobre Santos por la Copa de Brasil tras una gran jugada de Paolo Guerrero marcaría un gol de media distancia. El 27 de septiembre quedó subcampeón de la Copa de Brasil 2017. Su primer gol a nivel internacional lo marca el 20 de septiembre en la goleada 4-0 sobre Chapecoense en la clasificación a cuartos de final de la Copa Sudamericana 2017, posteriormente el 13 de diciembre sería subcampeón de la competición.

Se despide del club el 31 de agosto de 2019 luego de cuatro temporadas en el club y marchándose luego de clasificar a las semifinales de la Copa Libertadores 2019.

### Al-Hilal
El 30 de agosto de 2019 es confirmado su traspaso por 7,4 millones de euros al Al-Hilal de la Liga Profesional Saudí de Arabia Saudita donde ganaría 2,5 millones de euros por temporada.

## Selección nacional

### Categorías inferiores
Ha estado en convocatorias de Selecciones Colombia Sub-15, Sub-17 y Sub-20, teniendo en estas un gran desempeño, disputaría el Mundial Sub-17 de 2009 anotando dos goles, aun así no obstante el técnico Carlos Restrepo no le convocó para el Torneo Esperanzas de Toulon 2012, ni para el Mundial Sub-20 de 2013.

#### Participaciones en  Sudamericanos
| Sudamericano             | Sede                   | Resultado              | PJ                           | GA |
| ------------------------ | ---------------------- | ---------------------- | ---------------------------- | -- |
| Sudamericano Sub-15 2007 | Brasil                 | Primera Fase           | 0 (4 partidos como suplente) | 0  |
| Sudamericano Sub-17 2009 | Chile                  | Cuarto lugar           | 0 (8 partidos como suplente  | 0  |
| Sudamericano Sub-20 2011 | Perú                   | Fase Final             | 5                            | 0  |
| Total en Sudamericanos   | Total en Sudamericanos | Total en Sudamericanos | 5                            | 0  |

#### Participaciones enCopas del Mundo
| Mundial                     | Sede    | Resultado    | PJ | GA | Asis |
| --------------------------- | ------- | ------------ | -- | -- | ---- |
| Copa Mundial Sub-17 de 2009 | Nigeria | Cuarto lugar | 7  | 2  | 0    |

### Selección absoluta
Fue convocado por primera vez a la Selección Colombia de mayores el 28 de agosto de 2015 para el amistoso contra Perú como preparación para las Eliminatorias de Rusia 2018, siendo titular en aquel cotejo. Debutaría en partido oficial el 29 de marzo de 2016 en la victoria 3 a 1 sobre Ecuador en Barranquilla entrando al minuto 84 por Sebastián Pérez.
El 14 de mayo de 2018 fue incluido por el entrenador José Pekerman en la lista preliminar de 35 jugadores para disputar la Copa Mundial de Fútbol de 2018. Finalmente sería descartado de la lista final de 23 jugadores para el Mundial.
El 30 de mayo queda seleccionado en la lista final de 23 jugadores que disputarían la Copa América 2019 en Brasil. Debutó como titular en el torneo el 23 de junio anotando el gol de la victoria por la mínima sobre Paraguay.

#### Participaciones enEliminatorias al Mundial
| Eliminatoria                        | Sede del Mundial       | Posición               | Resultado   | PJ | GA | Asis |
| ----------------------------------- | ---------------------- | ---------------------- | ----------- | -- | -- | ---- |
| Eliminatorias Mundial de Rusia 2018 | Rusia                  | 4°lugar 27pts          | Clasificado | 1  | 0  | 0    |
| Eliminatorias Mundial de Catar 2022 | Catar                  | 6°lugar 23pts          | Eliminado   | 11 | 0  | 0    |
| Total en Eliminatorias              | Total en Eliminatorias | Total en Eliminatorias | 1/2         | 12 | 0  | 0    |

#### Participaciones enCopas América
| Torneo                 | Sede                   | Resultado              | PJ | GA | Asis |
| ---------------------- | ---------------------- | ---------------------- | -- | -- | ---- |
| Copa América 2019      | Brasil                 | Cuartos de final       | 1  | 1  | 0    |
| Copa América 2021      | Brasil                 | Tercer lugar           | 6  | 0  | 0    |
| Total en Copas América | Total en Copas América | Total en Copas América | 7  | 1  | 0    |

#### Goles internacionales
| # | Fecha               | Lugar                              | Rival    | Gol   | Resultado | Competición       |
| - | ------------------- | ---------------------------------- | -------- | ----- | --------- | ----------------- |
| 1 | 23 de junio de 2019 | Arena Fonte Nova, Salvador (Bahía) | Paraguay | 1 - 0 | 1 - 0     | Copa América 2019 |

## Estadísticas

### Clubes
| Club                                | Div.          | Temporada     | Liga  | Liga  | Copas nacionales | Copas nacionales | Copas internacionales | Copas internacionales | Total | Total |
| Club                                | Div.          | Temporada     | Part. | Goles | Part.            | Goles            | Part.                 | Goles                 | Part. | Goles |
| ----------------------------------- | ------------- | ------------- | ----- | ----- | ---------------- | ---------------- | --------------------- | --------------------- | ----- | ----- |
| Deportivo Cali · Colombia           | 1.ª           | 2009          | 1     | 0     | 0                | 0                | 0                     | 0                     | 1     | 0     |
| Deportivo Cali · Colombia           | 1.ª           | 2010          | 12    | 0     | 0                | 0                | 0                     | 0                     | 12    | 0     |
| Deportivo Cali · Colombia           | 1.ª           | 2011          | 20    | 0     | 6                | 0                | 1                     | 0                     | 27    | 0     |
| Deportivo Cali · Colombia           | 1.ª           | 2012          | 37    | 0     | 4                | 0                | 0                     | 0                     | 41    | 0     |
| Deportivo Cali · Colombia           | 1.ª           | 2013          | 38    | 2     | 3                | 0                | 0                     | 0                     | 41    | 2     |
| Deportivo Cali · Colombia           | 1.ª           | 2014          | 10    | 0     | 2                | 0                | 5                     | 0                     | 17    | 0     |
| Deportivo Cali · Colombia           | Total club    | Total club    | 118   | 2     | 15               | 0                | 6                     | 0                     | 139   | 2     |
| Junior · Colombia                   | 1.ª           | 2014          | 15    | 0     | 10               | 0                | 0                     | 0                     | 25    | 0     |
| Junior · Colombia                   | 1.ª           | 2015          | 34    | 0     | 9                | 0                | 4                     | 0                     | 47    | 0     |
| Junior · Colombia                   | Total club    | Total club    | 49    | 0     | 19               | 0                | 4                     | 0                     | 72    | 0     |
| Flamengo · Brasil                   | 1.ª           | 2016          | 26    | 0     | 4                | 0                | 3                     | 0                     | 33    | 0     |
| Flamengo · Brasil                   | 1.ª           | 2017          | 33    | 0     | 7                | 1                | 11                    | 1                     | 51    | 2     |
| Flamengo · Brasil                   | 1.ª           | 2018          | 39    | 0     | 6                | 0                | 6                     | 0                     | 51    | 0     |
| Flamengo · Brasil                   | 1.ª           | 2019          | 19    | 0     | 3                | 0                | 10                    | 0                     | 32    | 0     |
| Flamengo · Brasil                   | Total club    | Total club    | 117   | 0     | 20               | 1                | 30                    | 1                     | 167   | 2     |
| Al-Hilal Saudi F. C. Arabia Saudita | 1.ª           | 2019-20       | 26    | 0     | 3                | 0                | 3                     | 0                     | 32    | 0     |
| Al-Hilal Saudi F. C. Arabia Saudita | 1.ª           | 2020-21       | 25    | 0     | 2                | 0                | 0                     | 0                     | 27    | 0     |
| Al-Hilal Saudi F. C. Arabia Saudita | 1.ª           | 2021-22       | 23    | 0     | 3                | 0                | 7                     | 0                     | 33    | 0     |
| Al-Hilal Saudi F. C. Arabia Saudita | 1.ª           | 2022-23       | 24    | 0     | 3                | 0                | 4                     | 0                     | 31    | 0     |
| Al-Hilal Saudi F. C. Arabia Saudita | Total club    | Total club    | 98    | 0     | 11               | 0                | 14                    | 0                     | 123   | 0     |
| Al-Shabab Club Arabia Saudita       | 1.ª           | 2023-24       | 30    | 0     | 2                | 0                | 4                     | 1                     | 36    | 1     |
| Al-Shabab Club Arabia Saudita       | 1.ª           | 2024-25       | 8     | 0     | 1                | 0                | 0                     | 0                     | 9     | 0     |
| Al-Shabab Club Arabia Saudita       | Total club    | Total club    | 38    | 0     | 3                | 0                | 4                     | 1                     | 45    | 1     |
| Grêmio F. B. P. A. · Brasil         | 1.ª           | 2025          | 7     | 0     | 1                | 0                | 0                     | 0                     | 8     | 0     |
| Grêmio F. B. P. A. · Brasil         | Total club    | Total club    | 7     | 0     | 1                | 0                | 0                     | 0                     | 8     | 0     |
| Total carrera                       | Total carrera | Total carrera | 427   | 2     | 69               | 1                | 58                    | 2                     | 554   | 5     |

### Selección
| Selección | Año   | Amistosos | Amistosos | Mundial | Mundial | Sudamérica | Sudamérica | Total | Total |
| Selección | Año   | Part.     | Goles     | Part.   | Goles   | Part.      | Goles      | Part. | Goles |
| --------- | ----- | --------- | --------- | ------- | ------- | ---------- | ---------- | ----- | ----- |
| Sub-17    | 2009  | —         | —         | 7       | 2       | —          | —          | 7     | 2     |
| Sub-17    | Total | —         | —         | 7       | 2       | —          | —          | 7     | 2     |
| Sub-20    | 2011  | —         | —         | —       | —       | 5          | 0          | 5     | 0     |
| Sub-20    | Total | —         | —         | —       | —       | 5          | 0          | 5     | 0     |
| Absoluta  | 2015  | 1         | 0         | —       | —       | —          | —          | 1     | 0     |
| Absoluta  | 2016  | —         | —         | —       | —       | 1          | 0          | 1     | 0     |
| Absoluta  | 2017  | 1         | 0         | —       | —       | —          | —          | 1     | 0     |
| Absoluta  | 2018  | 1         | 0         | —       | —       | —          | —          | 1     | 0     |
| Absoluta  | 2019  | 2         | 0         | —       | —       | 1          | 1          | 3     | 1     |
| Absoluta  | 2020  | —         | —         | —       | —       | —          | —          | 0     | 0     |
| Absoluta  | 2021  | —         | —         | —       | —       | 14         | 0          | 14    | 0     |
| Absoluta  | 2022  | —         | —         | —       | —       | 3          | 0          | 3     | 0     |
| Absoluta  | Total | 5         | 0         | —       | —       | 19         | 1          | 24    | 1     |
| Total     | Total | 5         | 0         | 7       | 2       | 24         | 1          | 36    | 3     |

### Participaciones en Mundial de Clubes de la FIFA
| Torneo                                 | Sede                   | Club    | Resultado    | Partidos | Goles |
| -------------------------------------- | ---------------------- | ------- | ------------ | -------- | ----- |
| Copa Mundial de Clubes de la FIFA 2019 | Catar                  | Al-Hial | Cuarto lugar | 3        | 0     |
| Copa Mundial de Clubes de la FIFA 2021 | Emiratos Árabes Unidos | Al-Hial | Cuarto lugar | 3        | 0     |
| Copa Mundial de Clubes de la FIFA 2022 | Marruecos              | Al-Hial | Subcampeón   | 3        | 0     |

## Palmarés

### Torneos estatales
| Título             | Club     | Estado         | Año  |
| ------------------ | -------- | -------------- | ---- |
| Campeonato Carioca | Flamengo | Río de Janeiro | 2017 |
| Taça Guanabara     | Flamengo | Río de Janeiro | 2018 |
| Taça Río           | Flamengo | Río de Janeiro | 2019 |
| Campeonato Carioca | Flamengo | Río de Janeiro | 2019 |

### Campeonatos nacionales
| Título                      | Club           | País           | Año  |
| --------------------------- | -------------- | -------------- | ---- |
| Copa Colombia               | Deportivo Cali | Colombia       | 2010 |
| Superliga de Colombia       | Deportivo Cali | Colombia       | 2014 |
| Copa Colombia               | Junior         | Colombia       | 2015 |
| Liga Profesional Saudí      | Al-Hilal       | Arabia Saudita | 2020 |
| Copa del Rey de Campeones   | Al-Hilal       | Arabia Saudita | 2020 |
| Liga Profesional Saudí      | Al-Hilal       | Arabia Saudita | 2021 |
| Supercopa de Arabia Saudita | Al-Hilal       | Arabia Saudita | 2021 |
| Liga Profesional Saudí      | Al-Hilal       | Arabia Saudita | 2022 |
| Copa del Rey de Campeones   | Al-Hilal       | Arabia Saudita | 2023 |

### Torneos internacionales
| Título                      | Club     | Sede    | Año  |
| --------------------------- | -------- | ------- | ---- |
| Copa Libertadores           | Flamengo | Lima    | 2019 |
| Liga de Campeones de la AFC | Al-Hilal | Riad    | 2019 |
| Liga de Campeones de la AFC | Al-Hilal | Saitama | 2021 |
| Supercopa Lusail            | Al-Hilal | Lusail  | 2022 |